# Amantis testacea
Amantis testacea es una especie de insecto de la familia Mantidae.

## Distribución geográfica
Es  endémica de  la India.